# Operazione Southern Watch
L'operazione Southern Watch fu un'operazione militare organizzata e condotta dalla Task Force Southwest Asia (JTF-SWA) in seguito alla guerra del Golfo, con il compito di monitorare e controllare lo spazio aereo a sud del trentaduesimo parallelo in Iraq. La missione durò dal 1991 fino al 2003 prima dell'inizio della Seconda Guerra del Golfo.

## Scopo della missione
La missione prese il via il 27 agosto 1992 in seguito alla risoluzione delle Nazioni Unite numero 688 del 5 aprile 1991, che prevedeva di riavviare il dialogo con l'Iraq al fine di assicurare che ai cittadini iracheni fossero garantiti i diritti umani. Nonostante la risoluzione delle nazioni unite non prevedesse esplicitamente la creazione di una no-fly zone, gli attacchi aerei compiuti dall'aviazione irachena contro gli sciiti nel sud del paese nel 1991 e nei primi mesi del 1992 facevano presagire che la leadership irachena non fosse disposta ad accettare la risoluzione ONU.
Per porre fine a questi attacchi, Arabia Saudita, Francia, Gran Bretagna e Stati Uniti diedero il via all'operazione Southern Watch che fu coordinata dal US Central Command. Stando alle fonti ufficiali del governo statunitense nel periodo immediatamente seguente la creazione della no flight zone ci furono scontri abbastanza regolari tra i velivoli dell'aeronautica irachena e statunitense, anche se la stampa ne riferiva solo occasionalmente. A partire dalla fine del 2002 fino alla seconda guerra del golfo il numero di scontri sarebbe poi nuovamente aumentato, anche se molto probabilmente questa attività di velivoli militari è da imputare all'operazione americana Southern Focus ed al conseguente tentativo dell'aviazione irachena di contrastare un eventuale attacco americano.

## Decorso dell'operazione militare
Seppure l'aeronautica irachena non avesse mai tentato di attaccare velivoli della coalizione, la contraerea irachena tentò a più riprese di prender di mira gli E-3 Sentry AWACS. Ciononostante le attività dell'aeronautica irachena furono tali da non passare inosservate.
Il 27 dicembre 1992 un MiG-25 iracheno oltrepassò il 32º parallelo penetrando nella no flight zone. Degli F-15 tentarono di intercettare il velivolo ma questo sfruttò la sua accelerazione superiore per portarsi fuori dalla loro portata. Sempre lo stesso giorno un numero imprecisato di velivoli iracheni attraversò nuovamente il 32º parallelo ma si tennero sempre al di fuori della portata dei caccia americani. Durante questa manovra però un secondo MiG 25 si spinse troppo oltre portandosi sufficientemente vicino a due F-16 del 33rd Tactical Fighter Squadron, che dopo aver ricevuto l'ordine dal comando lo abbatterono con un missile AIM-120 AMRAAM.
Il 7 gennaio 1993 le forze armate irachene accettarono la proposta della coalizione di spostare tutte le batterie di missili della contraerea che si trovavano nella no flight zone a nord del trentaduesimo parallelo. Quando però spostarono solo metà delle batterie individuate su ordine del presidente Presidente George H. W. Bush il 13 gennaio circa un centinaio di velivoli della coalizione attaccarono le restanti batterie SAM.
Sempre lo stesso anno il 29 giugno un F-4G Phantom distrusse un radar iracheno dopo essere stato illuminato da questo e un mese più tardi due EA-6B Prowlers della U.S. Navy aprirono il fuoco su alcuni radar iracheni utilizzando dei missili AGM-88.
I primi mesi del 1994 furono apparentemente tranquilli, facendo pensare che la politica irachena si stesse spingendo in direzione di un accordo pacifico con le nazioni unite. In seguito al possibile fine dell'embargo l'Iraq tornò nuovamente a minacciare di invadere il Kuwait, costringendo la coalizione ad aumentare nuovamente le forze presenti nel Golfo Persico.
Un attentato contro una base americana situata in territorio saudita il 25 giugno del 1996, nel quale persero la vita 19 militari americani ed un cittadino saudita, fu la causa di nuove tensioni. Anche se al giorno d'oggi non si conosce con certezza chi avesse organizzato l'attentato, non si esclude che potrebbe essere stato messo a segno con l'aiuto dei servizi segreti iracheni. Questo evento spinse a trasferire tutte le basi americane presenti in territorio saudita lontano da centri abitati.
Nell'agosto del 1996 forze armate irachene invasero i territori curdi nel nord del paese. Nuovamente l'aviazione militare statunitense rispose alla provocazione irachena attaccando un numero imprecisato di batterie missilistiche SAM in tutto il paese ed estendendo la no flight zone anche a nord oltre il trentatreesimo parallelo.
Il 15 dicembre 1998 la Francia decise di terminare la propria partecipazione all'operazione motivando che le misure prese per arginare le attività irachene si fossero rilevate di scarsa utilità. Il 16 dicembre su ordine del allora presidente Bill Clinton in una campagna aerea denominata Desert Fox che durò quattro giorni la USAF e la U.S. Navy attaccarono una serie di obiettivi strategici in territorio iracheno per indebolire e difese irachene.
Il 22 maggio del 2000 i vertici militari statunitensi confermarono che a partire dall'operazione desert Fox per ben 470 volte la contraerea irachena aveva tentato di puntare a velivoli della coalizione e che per ben 150 volte velivoli dell'aeronautica irachena avessero tentato di penetrare la no flight zone. Di conseguenza in 73 di questi casi
si sarebbe ricorsi all'uso della forza per impedire tale evento.
Il 16 febbraio 2001 un velivolo inglese attaccò 6 obbiettivi iracheni colpendo però solo il 40% degli obiettivi.
A partire dal 2002 le attività di attacco da parte della coalizione in vista dell'invasione dell'Iraq aumentarono drasticamente. Fu quindi avviata l'operazione Southern Focus che aveva il compito di indebolire tutte le difese irachene.
Con l'inizio della seconda guerra del Golfo nel 2003 di fatto la missione Southern Watch fu conclusa.